# Tympanis mutata
Tympanis mutata är en svampart som tillhör divisionen sporsäcksvampar, och som först beskrevs av Karl Wilhelm Gottlieb Leopold Fuckel, och fick sitt nu gällande namn av Rehm. Tympanis mutata ingår i släktet tuvskålar, och familjen Helotiaceae. Arten är reproducerande i Sverige.